# Берлинго
 Тази статия е за града в Италия.  За модела леки автомобили вижте Ситроен Берлинго.  
Берлѝнго (на италиански: Berlingo, на източноломбардски: Berlènch, Берленк) е малко градче и община в Северна Италия, провинция Бреша, регион Ломбардия. Разположено е на 121 m надморска височина. Населението на общината е 2721 души (към 2013 г.).